# Fältsekreterare
Fältsekreterare bedriver socialt fältarbete. Socialt fältarbete är insatser som bedrivs av kommunala fältsekreterare eller fritidsledare alternativt personer som är engagerade inom ideella organisationer. Syftet är oftast att bedriva uppsökande och stödjande arbete i ungdomsmiljöer eller bland utslagna och hemlösa. En viktig princip i fältarbete är frånvaron av kontrollinslag och en strävan efter att uppfattas som en pålitlig resursperson. 
Sociala fältarbetare erhöll yrkestiteln fältsekreterare bland annat i Malmö stad under 1980-talet.